# Laguna de Cameros
Laguna de Cameros é um município da Espanha
na província e comunidade autónoma de La Rioja, de área 41,60 km² com população de 145 habitantes (2007) e densidade populacional de 3,93 hab/km².

## Demografia
| Variação demográfica do município entre 1991 e 2004 | Variação demográfica do município entre 1991 e 2004 | Variação demográfica do município entre 1991 e 2004 | Variação demográfica do município entre 1991 e 2004 |
| --------------------------------------------------- | --------------------------------------------------- | --------------------------------------------------- | --------------------------------------------------- |
| 1991                                                | 1996                                                | 2001                                                | 2004                                                |
| 178                                                 | 169                                                 | 170                                                 | 164                                                 |